# Noethersk modul
En Noethersk modul är inom abstrakt algebra en modul som satisfierar det stigande kedjekravet för dess delmoduler.

## Exempel
- Heltalen, sedda som en modul över ringen av heltal, är en Noethersk modul.
- Varje modul som är ändlig som en mängd är Noethersk.
- Varje ändligtgenererad högermodul över en höger-Noethersk ring är en Noethersk modul.